# Hans Vehrenberg
Hans Vehrenberg (Emden,  6 maart 1910 - Düsseldorf, 2 Augustus 1991) was een Duits belastingadviseur, jurist en amateurastronoom die onder amateurastronomen bekendheid verwierf met zijn praktische fotografische sterrenatlassen.
Na zijn rechtenstudie, militaire dienst, de Tweede Wereldoorlog en daaropvolgende krijgsgevangenschap keerde Vehrenberg terug naar Düsseldorf. Daar kreeg hij na de plotselinge dood van zijn vader de leiding van uitgeverij Treugesell Verlag, waar hij later zijn astronomieboeken publiceerde. Ongeveer tien jaar lang was hij ook uitgever van het tijdschrift Sterne und Weltraum en runde hij een postorderbedrijf in telescopen en astronomieboeken.
Zijn eerste sterrenkundige werk was de Falkauer Atlas, een losbladige fotografische sterrenatlas met 303 bladen, elk met een beeldveld van 12×12°. De atlas werd begin jaren 1960 gemaakt met twee Zeiss-astrografen in Vehrenbergs privé-sterrenwacht in Falkau in het Zwarte Woud in Duitsland. De atlas heeft grensmagnitude 13. Door de aantrekkelijke prijs en de praktische toepasbaarheid werd hij wereldwijd gebruikt.
In 1964 breidde Vehrenberg de Falkauer Atlas uit met 125 foto's van de zuidelijke sterrenhemel, die hij maakte op het Boyden-Observatorium in Bloemfontein in Zuid-Afrika. Enkele amateuristische aspecten van deze atlas zaten hem dwars, en daarom publiceerde hij in 1970 de Atlas Stellarum, met equinox 1950.0 op in totaal 450 kaarten, grensmagnitude 14, genomen met een vierlenzig 120/540 mm Zeiss Sonnefeld-objectief. Dit werd een wereldwijd hulpmiddel voor zowel amateur- als professionele astronomen.
Zijn meestgebruikte werk is Mein Messier-Buch, dat hij in latere – ook Engelse – edities beschreef als “Atlas der schönsten Himmelsobjekte”. De meeste foto's in dit boek zijn gemaakt met een 300/450/1000 mm Schmidtcamera, waarvoor Dieter Lichtenknecker de optiek maakte. De latere edities werden aangevuld met enkele opnamen in kleur, die met een 356/356/600 mm Schmidt-camera werden gemaakt.
Andere werken van zijn hand zijn onder meer de Atlas of Selected Areas, de driedelige Atlas Galaktischer Nebel en het Handbuch der Sternbilder , een fotomozaïek van de Melkweg, en verschillende specialistische artikelen over astrofotografie en deepskyobjecten.
De werken van Vehrenberg zijn later in digitale vorm op dvd beschikbaar gekomen.
In 1984 werd de asteroïde (3030) Vehrenberg naar hem genoemd.
Zijn winkel voor sterrenkundige apparatuur aan de Schillerstraße 17 in Düsseldorf sloot in 2005.